# MTV (Espagne)
MTV en Espagne est une chaîne de télévision espagnole appartenant à Viacom. Elle était disponible sur la TDT du 16 septembre 2010 au 7 février 2014.

## Historique
Le 16 septembre 2010, MTV est lancée sur la TDT espagnole.
Le 31 janvier 2014, le canal annonce qu'il cessera sa diffusion sur la TDT le 7 février 2014 car le tribunal suprême de justice et redevient une exclusivité Canal+. Durant ses derniers mois de diffusion sur la TNT, la chaîne avait vu son audience baisser. Son canal sur Orange avait été remplacé par MTV Music.
Le 7 avril 2014, son canal sur la TDT est repris par Ehs.TV.
Le 20 février 2015, elle revient sur Movistar TV (qui fusionnera avec Canal+ le 8 août) et sur Vodafone TV le 1er décembre 2015.
Elle est lancée en haute définition le 7 septembre 2016 sur Vodafone TV.

### Identité visuelle (logo)

Logo de MTV du 10 septembre 2000 au 1er juillet 2011
Logo actuel de MTV depuis le 1er juillet 2011

### Slogan
- Saca tu lado MTV
- Una buena idea

## Programmes
MTV España est composée de séries, de musiques et de télé-réalité, tout comme MTV France.
programmes originaux
- MTV Super Shore

## Annexe